# Maritreminoides obstipus
Maritreminoides obstipus är en plattmaskart. Maritreminoides obstipus ingår i släktet Maritreminoides och familjen Microphallidae. Inga underarter finns listade i Catalogue of Life.